# Steve Box
Steve Box (* 23. Januar 1967 in Bristol) ist ein britischer Animator und Filmregisseur, der für Aardman Animations arbeitet. Zusammen mit Nick Park gewann er bei der Oscarverleihung 2006 mit Wallace & Gromit – Auf der Jagd nach dem Riesenkaninchen den Oscar für den besten Animationsfilm.

## Leben
Steve Box begann seine Karriere als Animator bei der britischen Fernsehserie Die Falltür, eine Kinderserie mit Knetmännchen, die auf ITV lief. Zu dieser Zeit war er gerade einmal 17 Jahre alt. Den Job bekam er über eine Werbeanzeige, die sein Vater entdeckte. 1988 war er für Stoppit and Tidyup verantwortlich.
1990 schloss er sich Aardman Animations an. Er war Animator für die beiden Wallace & Gromit-Filme Wallace & Gromit – Die Techno-Hose und Wallace & Gromit – Unter Schafen. Sein Regiedebüt hatte er mit dem Kurzfilm Stage Fright, für den er mit dem BAFTA Award ausgezeichnet wurde. Sein zweites Regiewerk war das Musikvideo zu Spice Girls’ Viva Forever. Daneben drehte er noch Werbespots, unter anderem für Kelloggs und eine AIDS-Kampagne von Red Cross. 2000 war er Animator beim Kinofilm Chicken Run – Hennen rennen (2000).
Zusammen mit Nick Park drehte er 2005 Wallace & Gromit – Auf der Jagd nach dem Riesenkaninchen, für das die beiden mit dem Oscar, zwei Annie Awards sowie zwei BAFTA Awards ausgezeichnet wurden.

## Filmografie
Als Regisseur
- 1997: Stage Fright (auch Drehbuch und Animation)
- 1998: Spice Girls: Viva Forever (Musikvideo)
- 2005: Wallace & Gromit – Auf der Jagd nach dem Riesenkaninchen (The Curse of the Were-Rabbit) (auch Drehbuch)

Als Animator
- 1984: Die Falltür (The Trap Door)
- 1988: Stoppit and Tidyup
- 1993: Wallace & Gromit – Die Techno-Hose (The Wrong Trousers) (Kurzfilm)
- 1995: Wallace & Gromit – Unter Schafen (A Close Shave) (Kurzfilm)
- 2000: Chicken Run – Hennen rennen (Chicken Run)